# Pipil
El pipil o nawat és la llengua parlada originalment pels pipils, relacionada amb el nàhuatl parlat a Mèxic pels mexica i encara recordada pels seus descendents. Els pipils i els salvadorencs es refereixen generalment a la llengua com nàhuat. El terme pipil, com a nom per a la llengua, és utilitzat per la comunitat d'estudiants internacionals, per distingir-la principalment de les variants de nàhuat de Mèxic. En aquest article, el nàhuat serà utilitzat sovint sempre que no hi hagi risc d'ambigüitat. És considerada llengua amenaçada.

## Estatus i classificació
Per a la majoria dels autors, els termes pipil i nàhuat s'utilitzen per referir-se a la llengua d'Amèrica Central (que exclou Mèxic). No obstant això, el terme (juntament amb el nàhuatl) també s'ha utilitzat per referir-se al nàhuatl meridional Veracruz, Tabasco, i Chiapas com pipil, ja que han reduït el so anterior de /tl/ a /t/. Les varietats en aquestes tres àrees comparteixen majors semblances amb el nàhuat que amb les altres varietats del nàhuatl (suggerint una connexió més propera); no obstant això, Campbell (1985) considera al nàhuat diferent en considerar-la una llengua a part del complex del nàhuatl, així rebutjant un subgrup meridional del nàhuatl que inclogui al nàhuat.
Per a altres autors, el terme asteca s'utilitza per referir-se a tots els idiomes en aquesta regió com una sola llengua, no distingint nàhuat de nàhuatl (i no igualant de vegades la separació del pochutec). Actualment les classificacions extensament acceptades de Suárez (1986) i de Canger (1988) consideren al pipil com a dialecte del nàhua meridional.
Els especialistes del pipil (Campbell, Fidias Jiménez, Geoffroy Rivas, King, Lemus, i Schultze, entre altres) tracten generalment al pipil/nawat com a llengua separada, almenys en la pràctica. Certament es relaciona de prop amb el modern nàhuatl la llengua asteca, encara que no descendida directament de l'últim.

## Estat present i perspectives futures de la llengua
El nàhuat és utilitzat avui rarament i només per alguns parlants ancians dels departaments de Sonsonate i Ahuachapán. Cuisnahuat i Santo Domingo de Guzmán tenen la concentració més alta de parlants. L'estimació de Campbell en 1985 (treball en el terreny 1970-1976) era de 200 parlants; encara que tants com 2000 parlants s'han registrat en informes mexicans oficials. Gordon (2005) divulga solament 20 parlants (a partir de 1987). El nombre exacte de parlants és difícil de determinar-se perquè els nadius no desitgen ser identificats a causa del conflicte local, tal com la matança ("massacre") de 1932 i de les lleis que van fer al nàhuat una llengua il·legal. Les varietats del nàhuat a Guatemala, Hondures, i Nicaragua ara estan extintes.
Com a llengua en perill, el pipil està amenaçat amb la possibilitat d'extinció dins dels anys propers tret que les mesures es prenguin ràpidament per mantenir-la viva. Algunes temptatives o projectes en reduïda escala de revitalitzar el nàhuat al Salvador van ser iniciats en el curs del segle xx. El treball rellevant recent inclou projectes de l'Associació Coordinadora de Comunitats Indígenes d'El Salvador i Universitat Don Bosco de San Salvador (que ha produït alguns materials didàctics), i també cursos d'idiomes en línia com per Mónica Ward. Iniciatives per a la recuperació de la llengua com Nawat una associació dels pobles, contractada actualment en diverses activitats incloent un projecte en curs de documentació de la llengua, i també ha produït una gamma de materials impresos. Així, a mesura que el nombre de nadius continua disminuint alarmantment, està creixent l'interès d'alguns en mantenir la llengua oficial viva (cf. vari, 2002).
A pesar que la constitució política d'El Salvador en el seu article 62 reconeix les llengües aborígens com a part del "patrimoni cultural" i "objecte de preservació, difusió i respecte", l'Estat no ha iniciat programes de preservació dels idiomes ancestrals. No obstant això, a causa de les iniciatives de comunitats i organitzacions indígenes com l'Associació Coordinadora de Comunitats Indígenes d'El Salvador (ACCIES) i la Universitat Don Bosco ara hi ha classes de Nawat en algunes comunitats. En tres comunitats del departament de Sonsonate - Cuisnahuat, San Ramón (municipi de San Antonio de la Montaña) i La Ceiba (municipi de Santa Catarina Masahuat) - van ser implementats programes d'educació intercultural bilingüe amb nawat com a segona llengua. Segons dades de la Secretaria d'Afers Indígenes (CONCULTURA) de 1996 hi ha encara uns 100 parlants natius, entre ells 35 a Santo Domingo de Guzmán i 15 a Cuisnahuat. A Sant Ramón i La Ceiba, on ja no hi ha parlants natius, un parlant de Cuisnahuat ensenya la seva llengua ancestral. Altres poblats on s'ensenya el nawat en un programa finançat per la Fundació Cercle Solidari són Nahuizalco, Izalco i Santo Domingo de Guzmán. Segons la universitat de Don Bosco (2009), 3000 nens i joves estan inclosos en els projectes de revitalització. L'agost de 2010 va ser oberta una guarderia de nens amb programa d'immersió (monolingüe en nawat) a la comunitat de Santo Domingo de Guzmán.

## Actual distribució geogràfica
Els llocs on Campbell va informar que s'hi parlava pipil en els anys 70 inclouen els següents:
| - Ataco - Chiltiupan - Comazagua - Cuisnahuat - Izalco | - Jicalapa - Juayua - Nahulingo - Nahuizalco - Santa Catarina Mazaguat | - Santa Isabel Ishuatán - Santo Domingo de Guzmán - Tacuba - Teotepeque |

Gordon (2009) va incloure Dolores com a àrea de parla pipil. Kaufman (1970:66) va incloure Escuintla i Comapa com a antigues àrees de parla pipil de Guatemala, i San Agustín Acasaguastlán com una antiga ciutat de parla "mejicano". La posició genètica del mejicano de San Agustín Acasaguastlán encara és incerta (vegeu alagüilac). Tanmateix, les llengües nàhua ja no es parlen a Guatemala.

## Fonologia
Les següents taules mostren els fonemes del nawat.

### Vocals
|         | Anterior | Central | Posterior |
| ------- | -------- | ------- | --------- |
| Tancada | i        |         | u (o)¹    |
| Mitjana | e        |         |           |
| Oberta  |          | ɑ       |           |

1. La realització de la vocal posterior oscil·la entre [o] i [u], però l'al·lòfon predominant és la vocal tancada.

### Consonants
|            | Bilabial | Alveolar             | Palatal | Velar           | Labiovelar | Glotal |
| ---------- | -------- | -------------------- | ------- | --------------- | ---------- | ------ |
| Oclusiva   | p        | t                    |         | k [k], [g], [ɣ] | kw         |        |
| Africada   |          | tz [ts]              | ch [tʃ] |                 |            |        |
| Fricativa  |          | s                    | sh [ʃ]  |                 |            | j [h]  |
| Nasal      | m        | n [n], [ŋ], [m], [ɲ] |         |                 |            |        |
| Líquida    |          | l                    |         |                 |            |        |
| Semivocals |          |                      | y       |                 | w [(ɣ)w]   |        |

## Escriptura
Quant als treballs que s'han publicat sobre l'idioma pipil des d'inicis del segle xx, els autors d'aquests rarament han utilitzat un mateix sistema per transcriure els fonemes. L'ortografia usada en aquest article és aquella dels materials publicats recentment per la Iniciativa de Recuperació de l'Idioma Nawat (per les seves sigles, IRIN Arxivat 2010-05-20 a Wayback Machine.). La taula a continuació mostra una comparació d'aquest sistema amb uns altres, aproximadent en ordre cronològic.
| IRIN/ aquest article | Geoffroy Rivas/ Lemus | Campbell | Schultze Jena | Aproximació amb l' ortografia del castellà |
| -------------------- | --------------------- | -------- | ------------- | ------------------------------------------ |
| a                    | a                     | a        | a             | a                                          |
| e                    | e                     | e        | e             | e                                          |
| i                    | i                     | i        | i             | i                                          |
| u                    | u                     | u        | u             | u, o                                       |
| p                    | p                     | p        | p             | p                                          |
| t                    | t                     | t        | t             | t                                          |
| k                    | k                     | k        | k             | k, c, qu                                   |
| k                    | k                     | k        | g             | g, gu                                      |
| kw                   | q                     | kw       | ku            | ku, cu                                     |
| tz                   | z                     | ts       | ts            | tz, ts                                     |
| ch                   | c                     | ch       | č             | ch                                         |
| s                    | s                     | s        | s             | s, z, c                                    |
| sh                   | x                     | x        | š             | sh                                         |
| j                    | h                     | h        | χ             | j                                          |
| m                    | m                     | m        | m             | m                                          |
| n                    | n (m)                 | n (m)    | n, ń, m       | n (m)                                      |
| l                    | l                     | l        | l             | l                                          |
| y                    | y                     | y        | y (i)         | y (i)                                      |
| w                    | w                     | w        | u             | u, hu, gu, gü                              |